# Cornuroncus chavchavadzei
Genre
Espèce
Cornuroncus chavchavadzei, unique représentant du genre Cornuroncus, est une espèce de pseudoscorpions de la famille des Neobisiidae.

## Distribution
Cette espèce est endémique de Géorgie. Elle se rencontre vers Kurzu.

## Description
La femelle holotype mesure 2,50 mm et le mâle paratype 2,55 mm.

## Étymologie
Cette espèce est nommée en l'honneur d'Ilia Tchavtchavadzé.

## Publication originale
- Nassirkhani, Zaragoza & Mumladze, 2019 : A new pseudoscorpion genus from western Georgia (Pseudoscorpiones: Neobisiidae: Cornuroncus n. gen.), with a key to all Neobisiinae genera. Zootaxa, no 4624(2), p. 289-295.